# Borough d'Antrim and Newtownabbey
Le borough d’Antrim and Newtownabbey (Antrim and Newtownabbey Borough en anglais), officiellement appelé Antrim and Newtownabbey, est un district de gouvernement local d’Irlande-du-Nord.
Créé en avril 2015, il succède aux districts d’Antrim et de Newtownabbey.

## Géographie

### Situation administrative
Le district est situé dans le comté d’Antrim.

### Territoires limitrophes
| District de Mid Ulster | Borough de Mid and East Antrim                  | Borough de Mid and East Antrim |
| Lough Neagh            | borough d’Antrim and Newtownabbey               | Belfast Lough                  |
| Lough Neagh            | Cité de Lisburn and Castlereagh Cité de Belfast | Belfast Lough                  |

## Histoire
Un district de gouvernement local (local government district en anglais) regroupant ceux d’Antrim et de Newtownabbey est proposé le 30 mai 2008 par le Local Government (Boundaries) Act (Northern Ireland) du 23 mai 2008. Il est formellement créé sous le nom d’Antrim et de Newtownabbey (Antrim and Newtownabbey District) à compter du 1er avril 2015 par le Local Government (Boundaries) Order (Northern Ireland) du 30 novembre 2012.
Par délibération du conseil du district du 26 mars 2015, le district d’Antrim and Newtownabbey relève la charte de la corporation du borough d’Antrim au sens des Local Government (Transitional, Incidental, Consequential and Supplemental Provisions) Regulations (Northern Ireland) du 9 mars 2015. Il devient donc, à compter du 1er avril, le borough d’Antrim and Newtownabbey (Antrim and Newtownabbey Borough),.

## Administration

### Conseil
L’Antrim and Newtownabbey Borough Council, littéralement, le « conseil du borough d’Antrim and Newtownabbey », est l’assemblée délibérante du borough d’Antrim and Newtownabbey, composée de 40 membres (depuis 2015), appelés les conseillers (councillors).
Un maire (mayor) et un vice-maire (deputy mayor) sont élus parmi les conseillers à l’occasion de chaque réunion générale annuelle du conseil du borough.

### Circonscriptions électorales
Le district de gouvernement local est divisé en autant de sections électorales (wards en anglais) que de conseillers. Celles-ci sont distribuées par zone électorale de district (district electoral area).
| Zone                           | Depuis 2015                                                                          |
| ------------------------------ | ------------------------------------------------------------------------------------ |
| Première zone et ses sections  | Airport (5 sièges)                                                                   |
| Première zone et ses sections  | - Aldergrove - Clady - Crumlin - Mallusk - Templepatrick                             |
| Deuxième zone et ses sections  | Antrim (6 sièges)                                                                    |
| Deuxième zone et ses sections  | - Antrim Centre - Fountain Hill - Greystone - Springfarm - Steeple - Stiles          |
| Troisième zone et ses sections | Ballyclare (5 sièges)                                                                |
| Troisième zone et ses sections | - Ballyclare East - Ballyclare West - Ballynure - Ballyrobert - Doagh                |
| Quatrième zone et ses sections | Dunsilly (5 sièges)                                                                  |
| Quatrième zone et ses sections | - Cranfield - Parkgate - Randalstown - Shilvodan - Toome                             |
| Cinquième zone et ses sections | Glengormley Urban (7 sièges)                                                         |
| Cinquième zone et ses sections | - Ballyhenry - Burnthill - Carnmoney - Collinbridge - Glebe - Glengormley - Hightown |
| Sixième zone et ses sections   | Macedon (6 sièges)                                                                   |
| Sixième zone et ses sections   | - Abbey - Carnmoney Hill - O’Neill - Rathcoole - Valley - Whitehouse                 |
| Septième zone et ses sections  | Three Mile Water (6 sièges)                                                          |
| Septième zone et ses sections  | - Ballyduff - Fairview - Jordanstown - Monkstown - Mossley - Rostulla                |

## Identité visuelle

Logotype (depuis avril 2015).